# هيسة
الهيسة هي أحد أنواع التمور التونسية التي تنتجها واحات نفزاوة بالجنوب التونسي. وتنضج في بداية شهر أوت. بسرها لا يؤكل، ويتميز رطبها بحلاوته وطراوته. وهي من التمور التي لا تسوق خارج مناطق الواحات نظرا لعدم تحملها للتنقل، وإنما تباع بكميات قليلة خلال الأسواق الأسبوعية أو حتى الأسواق المحلية للخضر والغلال بقبلي أو توزر مثلا. وتجنى تمور الهيسة بانتقاء ما ينضج منها دون اللجوء إلى قطع العراجين.

## معرض للصور

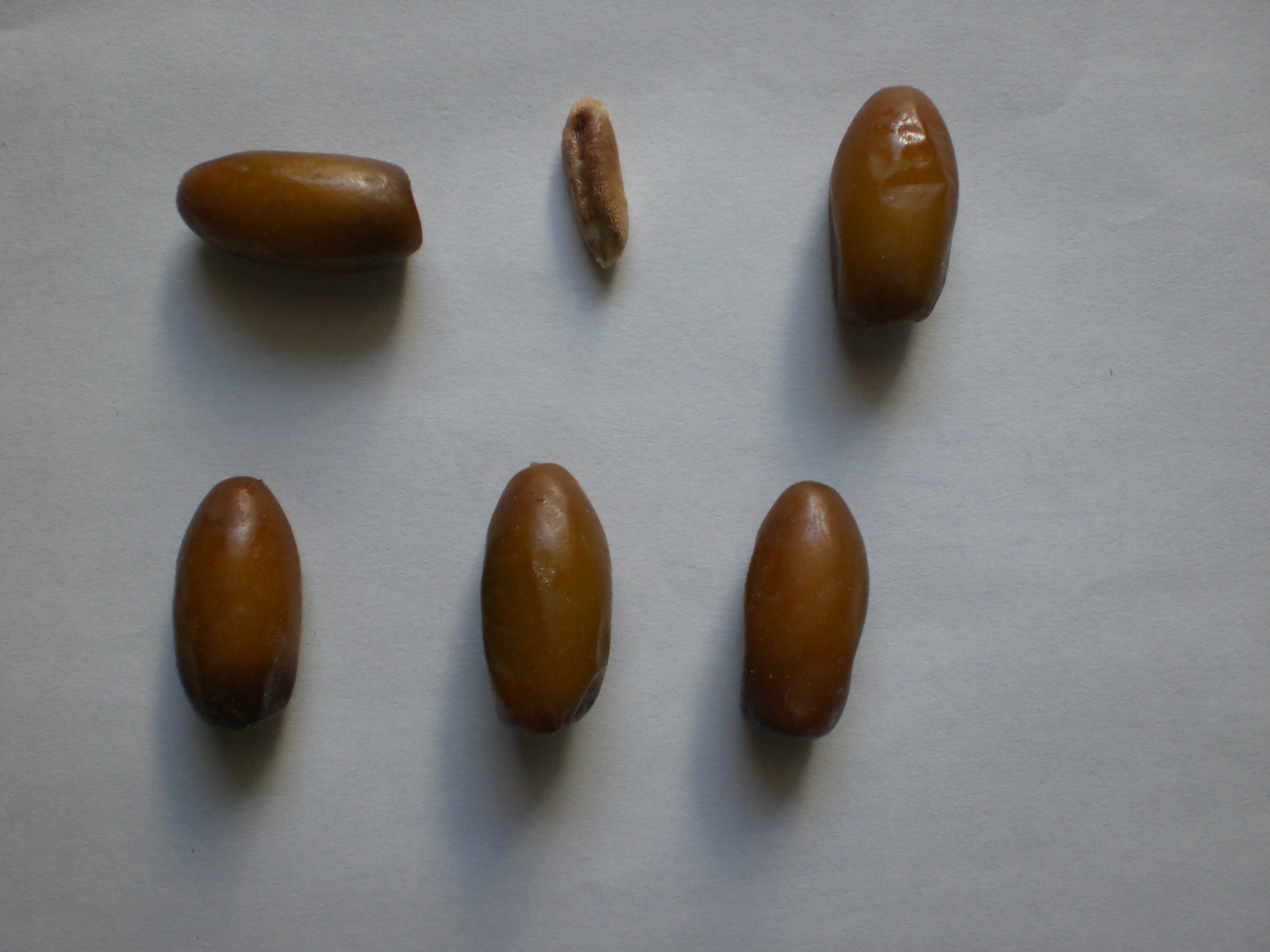
تمر الهيسة
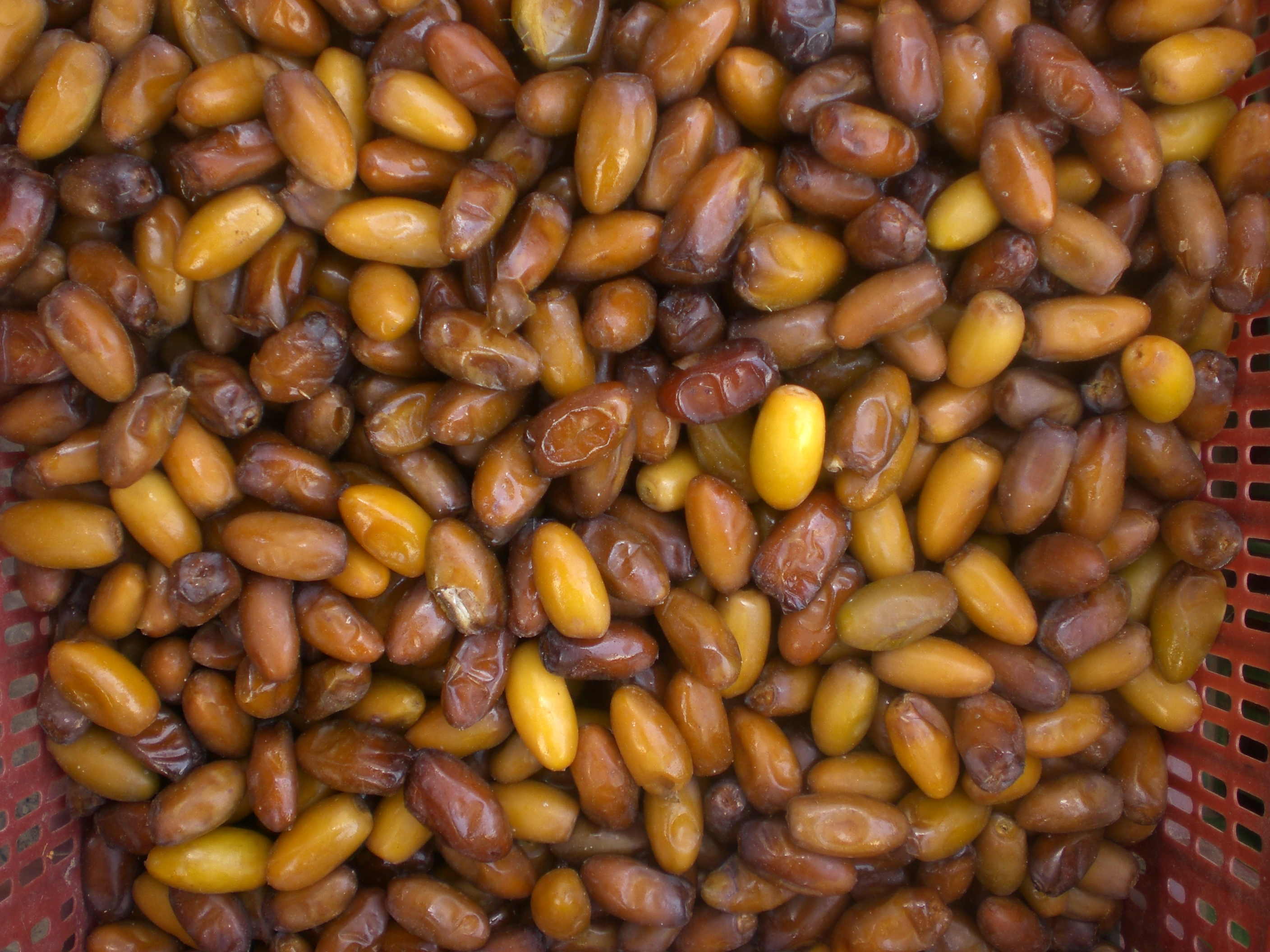
تمور الهيسة